# Skinnarbøl
Skinnarbøl är ett kulturminnesskyddat gods i Norge, fyra km öster om Kongsvinger, i Kongsvinger kommun, Hedmark fylke.
Skinnarbøl är sedan gammalt en av regionens storgårdar (de äldsta beläggen för dess existens går tillbaka till 1300-talet) och den har under seklerna varit i såväl frälsesläkterna Natt och Dags som Oxenstiernas ägo.
Dagens huvudbyggnad, "Grenseslottet" kallad, i empirestil och med tjugotalet rum, stod färdig 1849.
Under perioden 1892–1904 använde den svensk-norska unionsdrottningen Sophia Skinnarbøl som sommarresidens.
Skinnarbøl, som inte är öppet för allmänheten, ägs sedan 1899 av familjen Egeberg.